# Parapolybia nodosa
Parapolybia nodosa är en getingart som beskrevs av Vecht 1966. Parapolybia nodosa ingår i släktet Parapolybia och familjen getingar. Inga underarter finns listade i Catalogue of Life.